# Georg Andreas Will

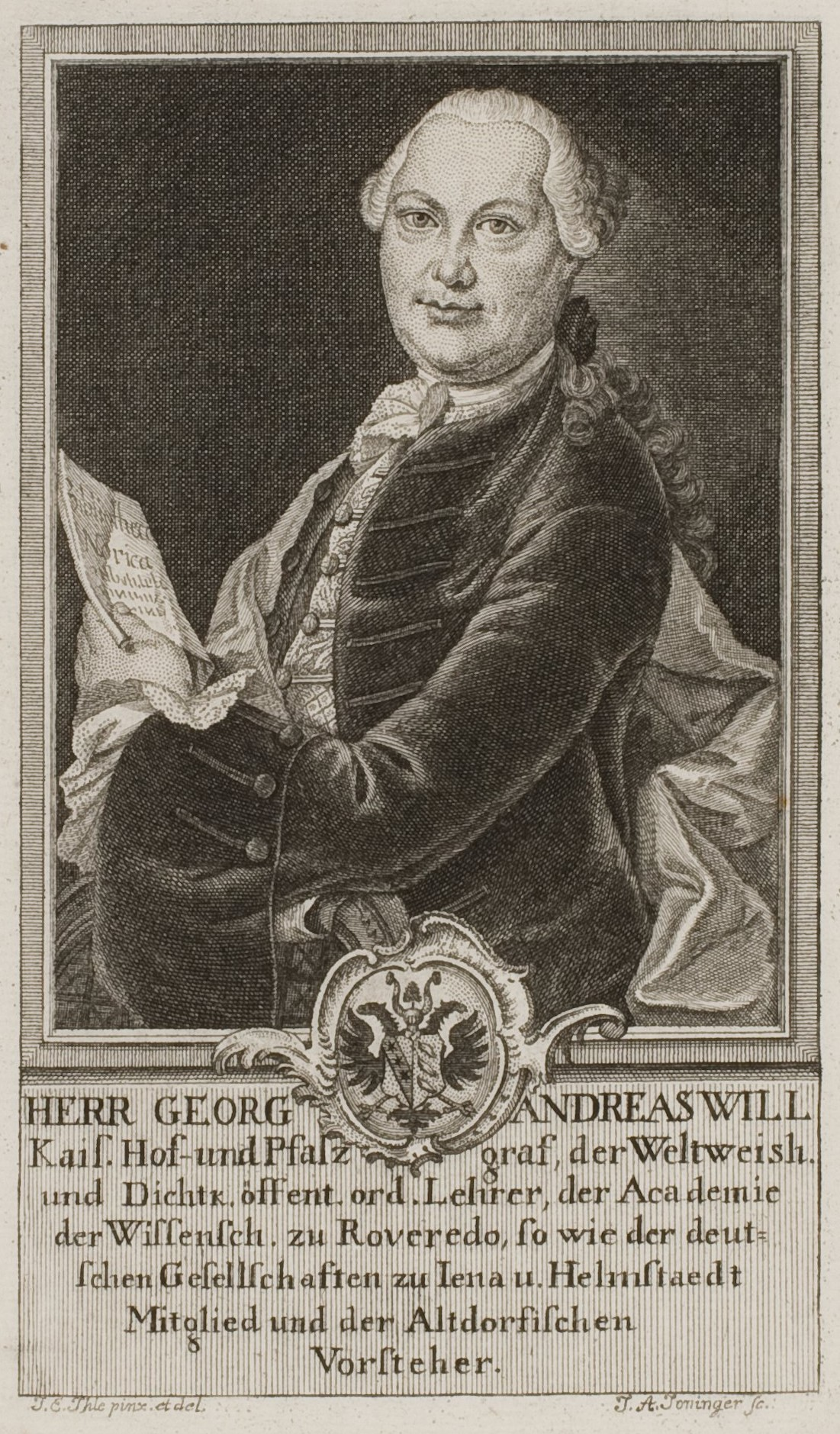
Georg Andreas Will, Stich von J. A. Joninger nach Johann Eberhard Ihle

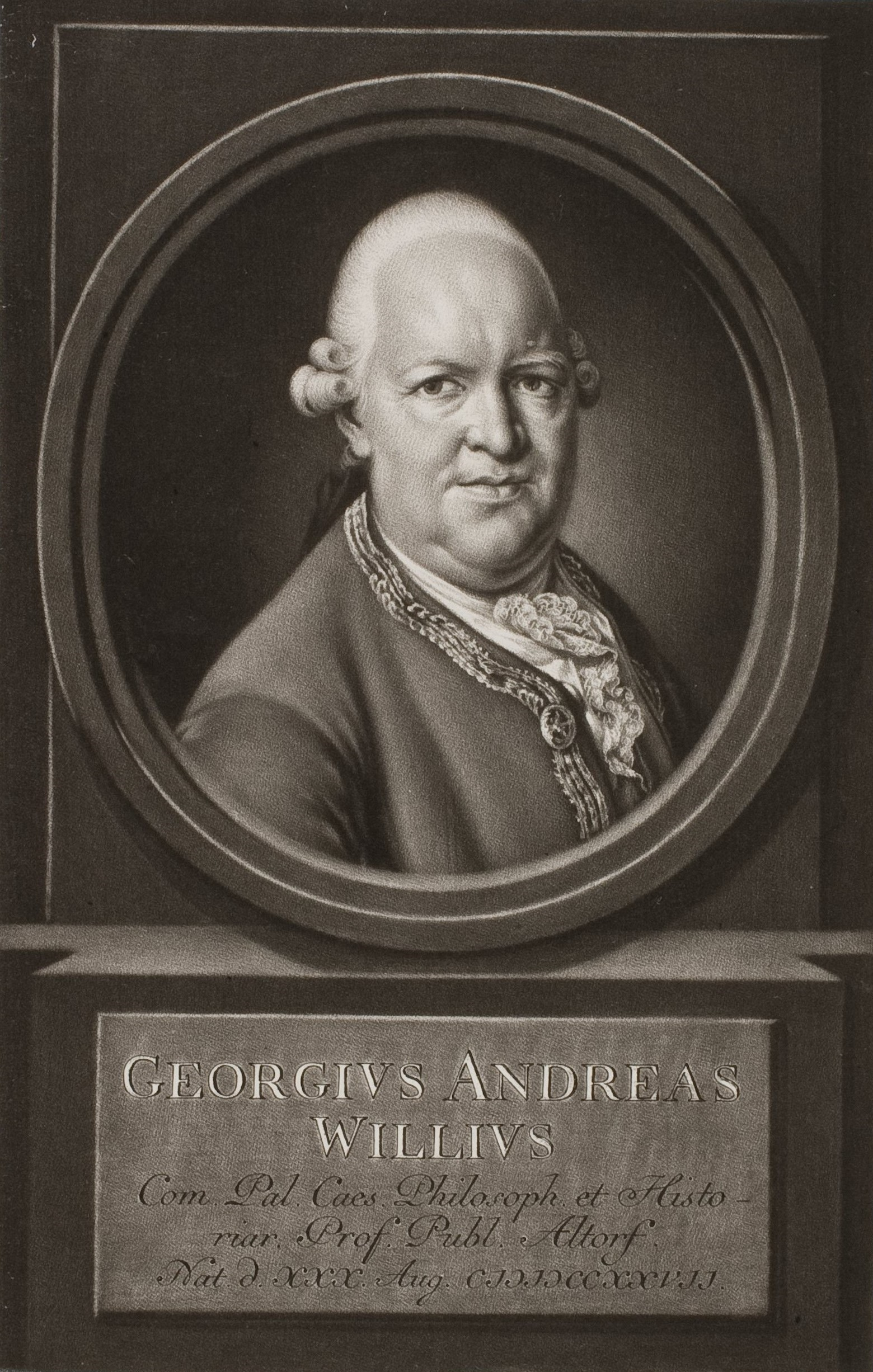
Georg Andreas Will (1782), Stich von Johann Elias Haid nach Johann Eberhard Ihle

Georg Andreas Will (* 30. August 1727 in Obermichelbach; † 18. September 1798 in Altdorf bei Nürnberg) war ein deutscher Historiker, Philosoph und Hochschullehrer.

## Leben und Wirken
Will war der älteste Sohn des evangelischen Theologen Georg Andreas Will (1690–1740), zuletzt Diakon zu St. Lorenz, und dessen Frau Anna Helena Müller († nach 1758), Tochter des St. Lorenzer Seniors Johann Jacob Müller. Das Paar hatte noch zwei weitere Kinder, die jedoch beide in jungen Jahren verstarben.
Georg Andreas Will stammte in väterlicher Linie aus einer Familie von Geistlichen: bereits sein Großvater, Urgroßvater und Ururgroßvater waren allesamt Pfarrer. Aber auch unter seinen Vorfahren mütterlicherseits finden sich einige evangelische, teilweise berühmte, Theologen wie Veit Dietrich, Hieronymus Besold und Andreas Osiander.
Von seinem Vater wurde Will in der lateinischen, griechischen und den Grundzügen der hebräischen Sprache gelehrt. In Nürnberg besuchte Will zunächst die Schule des Heilig-Geist-Spitals, anschließend die zu St. Lorenz und daraufhin für ein Jahr das Aegidianum.
Ab 1744 studierte Will an der Universität Altdorf Theologie, Philosophie, Philologie und Geschichte. Sein letztes Studienjahr verbrachte er in Halle, wo er mit Erlaubnis der philosophischen Fakultät auch Privatvorlesungen halten durfte, nachdem ihm 1747 (in Abwesenheit) die Magisterwürde in Philosophie der Universität Altdorf verliehen wurde (bereits 1746 hatte er um die Magisterwürde in Altdorf disputiert). Ab Ostern 1748 hielt sich Will noch einige Zeit in Leipzig auf und anschließend in Jena, bis er Ende 1748 wieder nach Altdorf zurückkehrte und sich dort in Philosophie habilitierte. In der Folgezeit war er als Privatdozent tätig. 1755 wurde er zum außerordentlichen Professor, zwei Jahre später schließlich zu einem ordentlichen Professor der Philosophie ernannt. Will war der erste Dozent der Universität, der Vorlesungen über die Geschichte Nürnbergs, die Physiokratie und Kants Philosophie hielt. Des Weiteren versah er an der Universität auch das „Lehramt der Dichtkunst“. Georg Andreas Will war einmal Prodekan, zwölf Jahre lang Dekan der Philosophischen Fakultät, sowie fünfmal Rektor der Universität.
Seit 1752 war Will mit Barbara Sabina Maria Neubauer († 13. Mai 1775), der ältesten Tochter des Juristen Lorenz Wilhelm Neubauer, verheiratet, Aus dieser Ehe stammen fünf Kinder, von denen vier in ihren ersten Lebensjahren starben und der älteste Sohn, ein Jurastudent, 1773 verstarb. In zweiter Ehe heiratete Will am 17. Juni 1776 die Witwe des Nürnberger Weinhändlers Carl Zinner, Barbara, welche am 2. September 1800 verstorben ist.
1752 wurde Will als Ehrenmitglied der Deutschen Gesellschaft zu Jena aufgenommen und 1756 gründete er die Altdorfische Deutsche Gesellschaft. Auf Grund der Veröffentlichung des ersten Bandes seines Nürnbergischen Gelehrten-Lexicons wurde Will 1756 durch Fürst Johann Friedrich von Schwarzburg-Rudolstadt ehrenhalber der Titel eines Kaiserlichen Hof- und Pfalzgrafen verliehen. Georg Andreas Will war auch Mitglied des Pegnesischen Blumenordens mit dem Gesellschaftsnamen Thelander, seine Ordensblume war die Schachblume.
Georg Andreas Will war eine der herausragenden Professorenpersönlichkeiten an der Altdorfina in deren Spätzeit in der zweiten Hälfte des 18. Jahrhunderts und bemühte sich unermüdlich um die Förderung „seiner“ Universität. Will führte zeit seines Lebens „einen ausgebreiteten Briefwechsel mit den berühmtesten Männern“, verfasste eine Vielzahl von Werken, insbesondere zur Geschichte Nürnbergs und seiner Umgebung, die bis heute Gültigkeit haben. Seine Geschichte der Stadt und der Universität Altdorf sind immer wieder zitierte Standardwerke. Außerdem erstellte er ein Wörterbuch der Nürnberger Mundart (Idiotikon), das allerdings nicht veröffentlicht wurde.
Er hinterließ der Stadt Nürnberg eine umfangreiche Bibliothek von circa 15.000 Druckwerken, 2400 Handschriften und etwa 6000 Briefen, welche heute einen Sonderbestand der Stadtbibliothek bilden.

## Wappen
Das Wappen der Familie Will zeigte ursprünglich in goldenem Schild einen blauen Schrägbalken mit drei goldenen Sternen, auf dem Helm ein grüner Baum sowie blau-goldene Helmdecken. Nach seiner Hochzeit mit Barbara Neubauer wurde das Wappen verändert und die linke Hälfte des Schildes dem Wappen der Familie Neubauer entnommen. Blasonierung fortan: Gespaltener goldener Schild, rechts ein blauer Schrägbalken mit drei schwarzen Sternen, links drei rote Flammen. Auf dem Helm ein grüner Baum zwischen grün-roten (rechts) und rot-goldenen (links) Büffelhörnern. Der Schild ruht auf der Brust eines schwarzen Doppeladlers.

## Schriften (Auswahl)
- Nürnbergisches Gelehrten-Lexicon oder Beschreibung aller nürnbergischen Gelehrten beyderley Geschlechtes nach ihrem Leben, Verdiensten und Schriften. 4 Bände, Schüpfel, Nürnberg/Altdorf 1755–1758 (vier von Christian Conrad Nopitsch verfasste Supplementbände erschienen 1802–1808).
- Die Ehre des neuesten Deutschen Horatzes gegen eine schlechte und gesittete Beurtheilung gerettet. Altdorf 1759. (Digitalisat)
- Merkwürdige Lebensgeschichte Peter des Dritten, Kaisers und Selbsthalters aller Reußen nebst einer Erläuterung zweyer bereits seltener Münzen, welche dieser Herr hat prägen lassen. Frankfurt/Leipzig 1762. (Digitalisat)
- Der Nürnbergischen Universitätsstadt Altdorf Denkwürdigkeiten. Verlegt bei Valentin Daniel Preißlers seel. Wittwe. Nürnberg 1765. (Digitalisat)
- Nürnbergisches Schönbart-Buch und Gesellen-Stechen. Altdorf 1765. (Digitalisat)
- Beyträge zur Fränkischen Kirchen-Historie in einer Geschichte der Widertäufer, welche um die Zeit der gesegneten Kirchenreinigung Frankenland und besonders die Stadt Nürnberg beunruhiget haben. Martin Jacob Bauer, Nürnberg 1770. (Digitalisat)
- Bibliotheca Norica Williana oder Kritisches Verzeichniß aller Schriften, welche die Stadt Nürnberg angehen, und die zur Erläuterung deren Geschichte, seit vielen Jahren gesammelt hat, nun aber im öffentlichen Drucke beschreibet Georg Andreas Will. Acht Bände, Johann Paul Meyer, Altdorf 1772–1793.
- Beyträge zur Geschichte des Antibaptismus in Deutschland. Nebst wichtigen Urkunden und Beylagen. Martin Jacob Bauer, Nürnberg 1773. (Digitalisat)
- Historisch-diplomatisches Magazin für das Vaterland und angrenzende Gegenden. Martin Jacob Bauer, Nürnberg 1781.(Digitalisat)
- Versuch über die Physiokratie, deren Geschichte, Literatur, Inhalt und Werth. Gabriel Nicolaus Rapse, Nürnberg 1782. (Digitalisat)
- Vorlesungen über die Kantische Philosophie. Monath, Altdorf 1788. (Digitalisat)
- Bemerkungen über einige Gegenden des katholischen Deutschlands. Nebst sechs noch ungedruckten Leibnizischen Briefen. Johann Georg Lochner, Nürnberg 1778. (Digitalisat)
- Kleine Beiträge zu der Diplomatik und deren Literatur. Monath, Altdorf 1789. (Digitalisat)
- Geschichte und Beschreibung der Nürnbergischen Landstadt Altdorf. Kußler, Altdorf 1796. (Digitalisat)